# District de Huangshan
Pour les articles homonymes, voir Huangshan.
Le district de Huangshan (黄山区 ; pinyin : Huángshān Qū) est une subdivision administrative de la province de l'Anhui en Chine. Il est placé sous la juridiction de la ville-préfecture de Huangshan.